# András Gyárfás
András Gyárfás (1945) é um matemático húngaro, especialista em teoria dos grafos.
É conhecido por duas conjecturas: 
- Juntamente com Paul Erdős conjecturou o que é atualmente chamado conjectura de Erdős–Gyárfás, estabelecendo que qualquer grafo com grau mínimo 3 contém um ciclo simples cujo comprimento é uma potência de dois.
- Ele e David Sumner formularam independentemente a conjectura de Gyárfás–Sumner, estabelecendo que para toda árvore T, os grafos T-livres são χ-limitados.

Gyárfás começou a trabalhar como pesquisador do Computer and Automation Research Institute da Academia de Ciências da Hungria em 1968.